# 헤카테
헤카테(그리스어: Ἑκάτη, 영어: Hecate)는 그리스 신화에 나오는 여신으로 원래는 ‘야성’ 또는 ‘출산’의 여신이었으나 나중에는 ‘대지(大地)의 여신’, ‘달의 여신’,‘저승의 여신’이 합쳐진 여신으로 여겨진다. 원래 이 여신의 원형은 소아시아 남부의 신화 전승에서 유래하여 그리스 신화로 유입된 것으로 보인다. 이 여신은 점차 저승세계와 암흑, 마법등을 관장하는 여신으로 성격이 변화되었으며 오늘날에는 모든 마녀의 여신으로 원래 그리스 신화의 여신의 모습과는 다르게 받아들여진다.
초기의 헤카테는 하나의 몸에 긴 드레스를 입고 의자에 앉아있거나 손에 횃불을 들고 있는 모습으로 묘사되었다가 나중에는 등을 서로 맞대고 있는 세 명의 여자의 모습으로 묘사된다.

## 신화
헤시오도스의 신통기에 따르면 헤카테는 우라노스와 가이아의 자손인 티탄신족 페르세스와 아스테리아(별)의 딸로 달의 어두운 부분을 나타낸다.

## 문학작품 속의 헤카테
윌리엄 세익스피어의 비극 맥베스에서 헤카테는 세 마녀를 이끄는 대장으로 묘사된다. 정확히 마녀인지, 여신인지, 단순히 악마인지는 모르는 존재로 나온다. (제3막 장면5, 제4막 장면1 등)
윌리엄 브레이크도 자신의 많은 회화과 시 작품속에서 헤카테를 묘사했다. 책 “퍼시 잭슨” 에서도 등장했으나 악역인 크로노스의 편을 든걸로 묘사된다.

## 같이 보기
- 헤시오도스
- 오비디우스
- 파우사니아스 (지리학자)
- 스트라본
- 티모시 간츠